# Crazy Nights (Tygers of Pan Tang)
Crazy Nights è il terzo album del gruppo musicale britannico Tygers of Pan Tang, pubblicato nel 1981 dalla MCA Records.

## Tracce
1. Do It Good – 4:27
2. Love Don't Stay – 4:18
3. Never Satisfied – 3:50
4. Running Out of Time – 4:38
5. Crazy Nights – 4:36
6. Down and Out – 3:52
7. Lonely Man – 4:19
8. Make a Stand – 4:26
9. Raised on Rock – 3:25

## Formazione
- Jon Deverill - voce
- Robb Weir - chitarra ritmica
- John Sykes - chitarra solista
- Rocky - basso
- Brian Dick - batteria